# Jonathan E. Steinberg
Jonathan E. Steinberg é um produtor de televisão e roteirista. Junto com Josh Schaer e Stephen Chbosky, ele co-criou a série de televisão Jericho, onde ele atuou como escritor, produtor e editor executivo. Jericho foi transmitido pela CBS em 20 de setembro de 2006, através de 25 de março de 2008.
Steinberg, em seguida, desenvolveu a série de televisão Human Target, vagamente baseado na história em quadrinhos DC Human Target, para Fox. Ele atuou como escritor, produtor executivo e supervisor para a primeira temporada, antes do produtor Chuck, Matt Miller, foi contratado como supervisor para a segunda temporada. Steinberg se manteve como produtor executivo.